# 尼费尔
尼费尔（法語：Niffer，法語發音：[nifɛʁ] ⓘ）是法国上莱茵省的一个市镇，位于该省东南部，属于米卢斯区。

## 地理
尼费尔（47°42'50"N, 7°30'34"E）面积8.72 平方千米，位于法国大東部大區上莱茵省，该省份为法国东部内陆省份，是阿尔萨斯的一部分，今与下莱茵省组成了阿尔萨斯欧洲集体，其北临下莱茵省，西接孚日省，西南接贝尔福地区省，东侧沿莱茵河与德国相望，南与瑞士接壤。
与尼费尔接壤的市镇（或旧市镇、城区）包括：翁堡、小朗多、凯姆斯、迪特维莱尔、阿布赛姆。
尼费尔的时区为UTC+01:00、UTC+02:00（夏令时）。

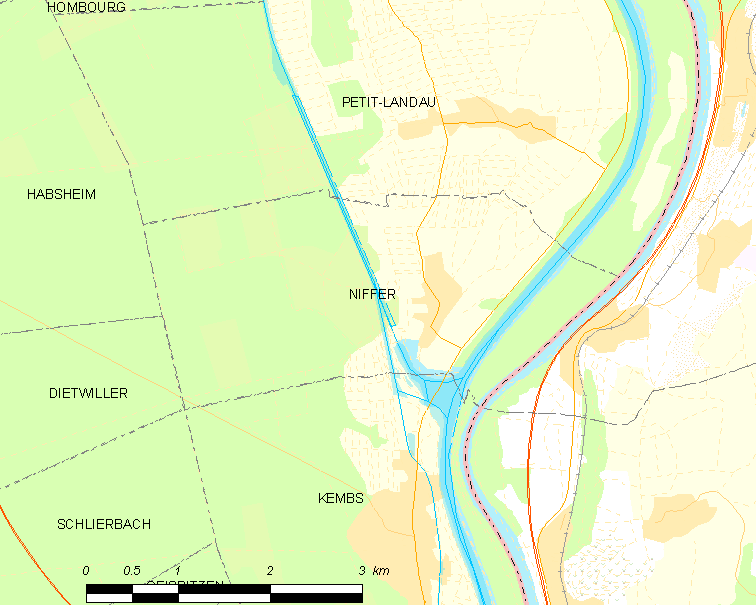
尼费尔的OSM定位图

## 行政
尼费尔的邮政编码为68680，INSEE市镇编码为68238。

## 政治
尼费尔所属的省级选区为里克赛姆县。

## 人口

1962-2008年间尼费尔人口变化图示

尼费尔于2022年1月1日时的人口数量为977人。